# نجم وولف-رايت

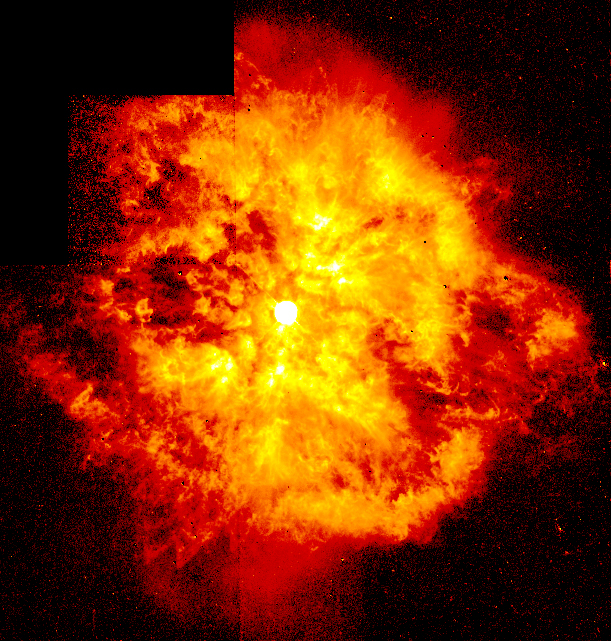
صورة بتلسكوب هابل الفضائي للسحابة الغازية M1-67 حول النجم WR 124، وهو من نوع نجوم ولف-رايت.

نجم ولف-رايت في الفلك (بالإنجليزية: Wolf–Rayet stars)
أو بالاختصار «نجم WR» هي نوع من النجوم بالغة الكتلة حيث تكون كتله النجم منها أكبر من 20 كتلة شمسية. تتميز تلك النجوم بفقد كبير في كتلتها يخرج منها في هيئة ريح نجمية تبلغ سرعتها 2000 كيلومتر في الثانية. بينما تفقد شمسنا نحو 10−14 من كتلتها كل سنة فإن نجما من نوع نجوم ولف-رايت يفقد سنويا نحو
10−5
كتلة شمسية.

تتميز نجوم ولف-رايت بأنها ساخنة جدا، فبينما تبلغ درجة حرارة سطح شمسنا 5700 درجة مئوية، تبلغ درجة حرارة سطح نجم ولف-ايت بين 25.000 إلى 50.000 درجة كلفن.

## تاريخ المشاهدة

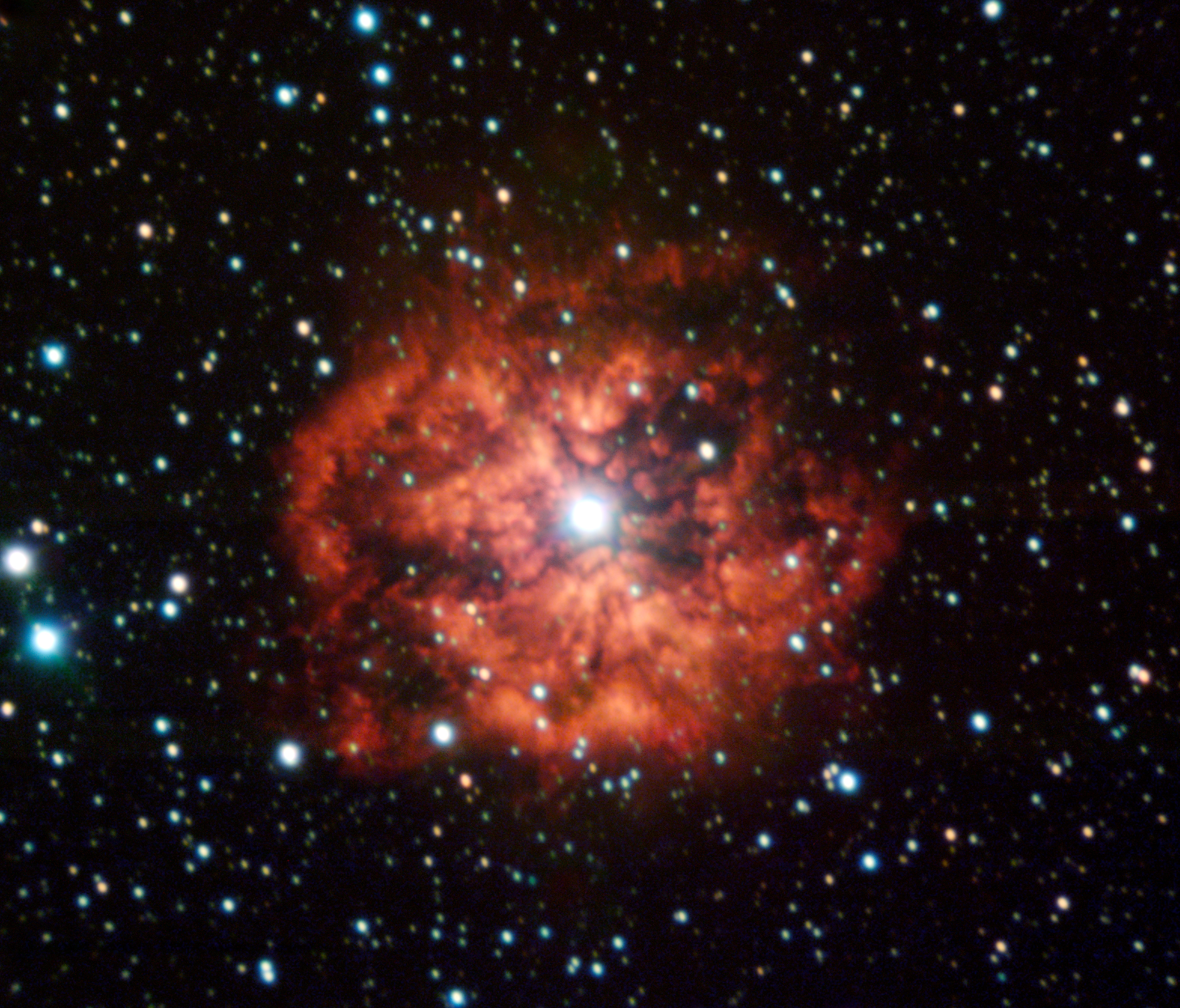
M1-67 هو أحدث ريح نجمية توجد لنجم ولف-رايت، وتسمي WR124 وهو نجم من نجوم مجرتنا مجرة درب التبانة، معارة من : إيسا.

في عام 1867 كان فلكيون في مرصد باريس يقومون برصد النجوم بواسطة تلسكوب 40 سنتيمتر فاكتشفوا ثلاثة نجوم في مجرتنا في كوكبة الدجاجة (وقد سميت الآن HD191765 و HD192103 و HD192641)، تتميز تلك الثلاثة نجوم بإصدار ضوء في حيز واسع من الطيف.

وكانت أسماء الفلكيان تشارلز ولف  وجورج رايت، ولهذا سمي هذا النوع من النجوم نجوم ولف-رايت.

وتصدر معظم النجوم في العادة طيف امتصاص لما يعلوها من عناصر تمتص الضوء الصادر من النجم عند ترددات معينة أي عند طاقة معينة. أما النجوم التي تصدر أطيافا انبعاثية فعددها قليل في العادة. لذلك فكانت تلك الثلاثة نجوم المكتشفة محل الانتباه.
وظلت طبيعة الأطياف الإصدارية في أطياف تلك النجوم لغزا للباحثين لمدة عشرات السنين. ونادى أحد الفلكيون وهو إدوارد بيكرينج بافتراض أن خطوط الإصدار في أطياف تلك النجوم ناشئة عن حالات غريبة في الهيدروجين، ثم وجد أن مجموعة طيف بيكرينج تتبع مجموعة مشابهة من مجموعة خطوط بالمر عند افتراض أعدادا كمومية نصفية (ليست أعدادا كمومية صحيحة). وتبين بعد ذلك أن تلك الخطوط تعود إلى الهيليوم، وهو غاز تم اكتشافه عام 1868.

في عام 1929 أعزي عرض الطيف الإصدري إلى تأثير دوبلر وهذا معناه أن الغاز الذي يحيط بتلك النجوم لا بد وأي تكون متحركة بسرعة بين 300 إلى 2400 كيلومتر في الثانية في اتجاه المشاهدة. وتفسير ذلك يعني أن نجوم ولف-رايت تنشر غازات في الفضاء مستمرا وتسبب السديم الغازي حولها. والقوة التي تقوم بدفع الغاز المحيط بالنجم وتتسبب في تمدده هي قوة ضغط إشعاع.

وبالإضافة إلى الهيليوم فنجد خطوط طيف الكربون (وزن ذري 12) والنتروجين (وزن ذري 14) والأكسجين (وزن ذري 16) وجدت في أطياف نجوم ولف-رايت.

وفي عام 1939 صنف الاتحاد الفلكي الدولي أطياف نجوم ولف-رايت طبقا لصنفين : WN و WC تبعا على ما يغلب من خطوط الطيف، إما يغلب فيها خطوط طيف النتروجين أو خطوط طيف الكربون-الأكسجين على التوالي.

## تطور النجم
يتطور النجم من نوع نجم ولف-رايت تبعا لكتلته الابتدائية. ويراعى أن النجم أثناء تطوره إلى نجم ولف-رايت قد فقد فعلا جزءا من كتلته إلى أن وصل إلى تلك الخاصية. هذا يعني أن الكتلة الابتدائية لنجم ولف-رايت قد قلت بنسبة كبيرة.
يبين الجدول الآتي تغير نجم بالغ الكتلة بين كتلة أكبر من 75 كتلة شمسية وكتلة أقل من 40 كتلة شمسية:
| كتلة شمسية (M☉)                                                                                              | تطور النجم                                                                      |
| --- | ------------------------------------------------------------------------------- |
| نجم-أو ← WN (غني بالهيدروجين) ← نجم متغير أزرق شديد اللمعان ← WN (فقير في الهيدروجين) ← WC ← مستعر أعظم 1 سي |                                                                                 |
| 40 – 75 | نجم-أو ← نجم متغير أزرق ← WN (فقير في الهيدروجين) ← WC ← مستعر أعظم 1 سي        |
| أصغر من 40                                                                                                   | O-نجم ← نجم متغير أزرق أو عملاق أحمر ← WN (فقير في الهيدروجين) ← مستعر أعظم 1 ب |

## نجوم من هذا النوع
- روجر Regor في كوكبة الشراع ويمكن رؤياه بالعين المجردة،
- نجم ولف-رايت 102 كي إيه, وهو حاليا ثاني نجم في السماء في شدة لمعانه، وهو يوجد في مجرة درب التبانة،
- نجم WR 124 ذو سديم كوكبي (أي له قرص غباري كوكبي) كما في الصورة أعلاه M1-67.
- NGC300 X–1: نجم ولف-رايت /نجم ثنائي من ضمنهم ثقب أسود.
- نجم إيه بي 7 وهو نجم ثنائي في مجرة ماجلان الكبرى التابعة لمجرتنا، مجرة درب التبانة.

## اقرأ أيضاً
- مجرة HD1
- في 838 وحيد القرن
- نجم-أو
- التصنيف النجمي
- نجم عود الصليب
- كتلة جينس
- انفجار أشعة غاما 080913
- مستعر أعظم
- قزم أبيض
- عملاق أحمر
- نجم الدجاجة اكس
- تخليق العناصر
- ثقب أسود
- النسق الأساسي
- مجرة حلزونية
- مجرة إهليجية
- إشعاع الخلفية الميكروني الكوني
- الانفجار العظيم
- خط زمني للانفجار العظيم
- نجم نيوتروني
- ثقب أسود
- مسييه 100
- انفجار أشعة غاما 080319ب
- انفجار أشعة غاما 090423
- انفجار أشعة غاما 970228